# Grafana

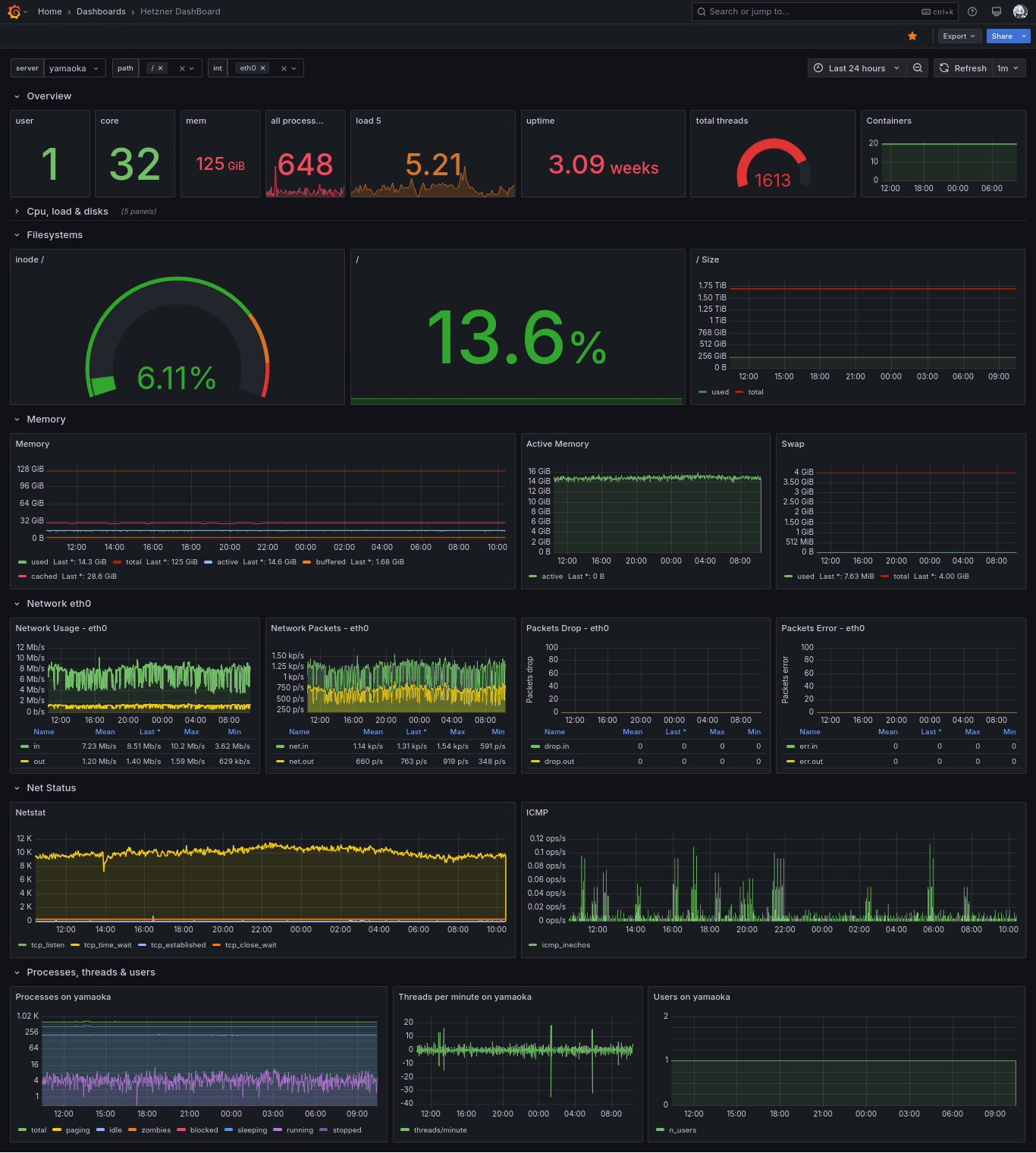
Grafana

Grafana é uma aplicação web de análise de código aberto multiplataforma e visualização interativa da web. Ele fornece tabelas, gráficos e alertas para a Web quando conectado a fontes de dados suportadas. É expansível através de um sistema de plug-in. Os usuários finais podem criar painéis de monitoramento complexos usando criadores de consultas interativas.